# Mama Said Knock You Out (canção)
"Mama Said Knock You Out" é um hit single número um de LL Cool J de seu álbum de mesmo nome. A canção começa com o famoso verso "Don't call it a comeback/I've been here for years.". Antes de "Mama Said Knock You Out" foi lançada, muitas pessoas achavam que a carreira de LL Cool J estava afundando; sua avó, que ainda acreditava em seu talento, disse para ele "nocautear" todos os seus críticos. A canção foi produzida por Marley Marl com ajuda de Shadman Kaiser junto com LL. A canção chegou ao número 17 na parada Billboard Hot 100 e foi certificada como disco de ouro pela RIAA. LL ganhou um prêmio Grammy para Melhor Performance Solo de Rap no Grammy Awards de 1992. A canção manda várias indiretas para Kool Moe Dee.
A canção usa samples de "Funky Drummer", de James Brown, "Gangster Boogie", de The Chicago Gangsters, "Sing a Simple Song" e "Trip to Your Heart" de Sly & the Family Stone, e "Rock the Bells" de LL Cool J. O vídeo clipe mostra LL Cool J em um ringue de boxe, rimando em um microfone similar ao que um comentarista usaria em uma partida de boxe. Frequentemente, são mostradas cenas dele malhando e cenas de lutadores sendo socados. No fim do clipe, sua avó diz "Todd! Todd! Vá lá pra cima e leve o lixo pra fora."
Um remix da canção foi usado na trilha sonora do Victoria's Secret Fashion Show de 2010.
A canção é cantada por pinguins bebês no filme de 2011 Happy Feet Two.
A canção foi incluida na lista das 500 Canções que Moldaram o Rock and Roll do Rock and Roll Hall of Fame.

## Lista de faixas
1. "Mama Said Knock You Out (Original Recipe) (Long)" (4:53)
2. "Mama Said Knock You Out (Hot Mix) (Long) Remix – Bobcat" (4:35)
3. "Mama Said Knock You Out (For Steering Pleasure) Remix – Marley Marl" (4:49)
4. "Mama Said Knock You Out (7 A.M. Mix) Remix – Marley Marl" (4:44)

## Créditos
- Co-produtor – LL Cool J
- Engenheiro assistente – DJ Clash
- Engenheiro do remix – Frank Heller
- Produtor assistente – Bobcat
- Produtor, engenheiro – Marley Marl

## Tabelas musicais e certificações
| Tabela musical (1990)          | Maior posição |
| ------------------------------ | ------------- |
| Reino Unido (UK Singles Chart) | 41            |

| Tabela musical (1991)                        | Maior posição |
| -------------------------------------------- | ------------- |
| Austrália (ARIA)                             | 37            |
| Nova Zelândia (Recorded Music NZ)            | 47            |
| Estados Unidos (Billboard Hot 100)           | 17            |
| Estados Unidos (Billboard Dance Club Songs)  | 7             |
| Estados Unidos (Billboard R&B/Hip-Hop Songs) | 12            |
| US Rap Singles (Billboard)                   | 1             |

| País                  | Certificação |
| --------------------- | ------------ |
| Estados Unidos (RIAA) | Ouro         |